# Novantinoe thomasi
Novantinoe thomasi là một loài bọ cánh cứng trong họ Cerambycidae.